# Deutsche Schule Hermannsburg
Die Deutsche Schule Hermannsburg (DSH), offiziell seit Mitte der 2010er Jahre Hermannsburg School, ist ein 1856 gegründetes Schulzentrum in Hermannsburg in der südafrikanischen Provinz KwaZulu-Natal.

## Geschichte
Die Deutsche Schule Hermannsburg wurde vom Katecheten Heinrich Hohls 1856 mit drei Schülern als Teil der 1854 gegründeten Missionsstation der Hermannsburger Mission im Mittelland von Natal gegründet. Innerhalb weniger Jahre erwarb sich die Schule einen guten Ruf, sodass die Zahl der englischsprachigen Schüler bald die der deutschsprachigen Schüler überstieg (1870: 60 von 82 Schülern). Die Schule ist seit ihren frühen Jahren koedukativ ausgerichtet und unterrichtet sowohl Internats- als auch Tagesschüler.
1910 wurde die Schule staatlich anerkannt und erhielt das Recht, in deutscher Sprache zu unterrichten und lutherischen konfessionellen Religionsunterricht zu erteilen. Diese Konzession wurde nach dem Ersten Weltkrieg 1918 wieder entzogen.
1918 verlor die Schule ihre Trägerschaft vorübergehend, wurde aber später wieder von der evangelischen Kirche übernommen. Seit 1924 erhält die Schule staatliche Beihilfen, die auch während des Zweiten Weltkriegs nur für ein Jahr (1940/1941) entzogen wurden. Um einer Enteignung vorzubeugen, wurde der Grund und Boden, auf dem die Schule steht, kurz vor dem Zweiten Weltkrieg von der Hermannsburger Mission an die Hermannsburger Synode übertragen.
1956 feierte die Schule mit über 260 Schülern ihr hundertjähriges Bestehen. Im folgenden Jahr, 1957, überstieg die Sekundarschule die Zahl von einhundert Schülern und erhielt die Anerkennung als High School. 1965 wurde mit 307 Schülern die bisher größte Schülerzahl erreicht.
Seit 1967 wird die Deutsche Schule Hermannsburg über die Zentralstelle für das Auslandsschulwesen in Köln durch die Bundesrepublik Deutschland finanziell unterstützt. Sie verlor die Förderung 2015, da die Schule einen von Deutschland geforderten Lehrplan nicht einhalten konnte. Danach wurde sie von einem ehemaligen Studenten Zola Mkumla gekauft und weiter geführt.
Noch vor dem Ende der Apartheid öffnete sich die Schule Anfang der 1980er-Jahre allen Südafrikanern. Ab 1982 war Reinhard Keding, später Bischof in Namibia, Pastor der Schule.
1992 wurde die Deutsche Schule Hermannsburg aus der Kirchenorganisation der Evangelisch-Lutherischen Kirche im südlichen Afrika ausgegliedert und rechtlich selbstständig. Sie wird von einer Treuhänderschaft geleitet, deren zwölf Mitglieder zur Hälfte von Unterstützerorganisationen benannt werden und zur Hälfte gewählt werden. Gleichwohl besteht eine enge Verbindung mit der örtlichen evangelischen Peter-Paul-Gemeinde, deren Gemeindepastor seit den 1990er-Jahren zugleich auch Schulpastor ist.
Seit 2001 werden regelmäßig Schüleraustausche zwischen Hermannsburg und Schulen in Deutschland durchgeführt, seit 2005 mit dem Bildungszentrum Reutlingen-Nord in Baden-Württemberg.
Seit 2001 werden nach einem festgelegten Verfahren auch fremdsprachige und nicht-weiße Schüler aufgenommen, die von Anfang an mit Ausnahme der Fächer Deutsch und Religion am Regelunterricht teilnehmen. Im Jahr 2006 legte erstmals eine nicht-weiße Schülerin ihre Matric an der Deutschen Schule Hermannsburg ab. Mit einem gegenwärtigen Anteil von 14 % nicht-weißen Schülern in der Oberstufe ist die Deutsche Schule Hermannsburg auf dem Weg von einer nur auf die deutschsprachige Gemeinschaft ausgerichteten Sprachgruppenschule zur Begegnungsschule, wie es vom Deutschen Bundestag für alle deutschen Schulen im Ausland angestrebt wird.

## Bekannte Schüler
- Sir Charles Saunders, Hauptmagistrat und Civil Commissioner von Zululand
- Sir George Leuchars, Kommandeur im Zweiten Burenkrieg, Kabinettsminister von Natal im Kabinett Sutton (1903/04)
- Sir Frederick Moor, Politiker in Natal: 1893 Minister of Native Affairs, 1906–1910 letzter Premierminister der selbständigen Kolonie Natal, nach der Gründung der Südafrikanischen Union Handelsminister im Kabinett von Louis Botha.
- Louis Botha (1862–1919), erster Premierminister der Südafrikanischen Union.
- Wolfram Kistner (1923–2006), Theologe und Apartheid-Gegner, Träger des Bundesverdienstkreuzes
- Peter Gastrow, Politiker und Apartheid-Gegner, Programmdirektor des United States Institute of Peace
- Monica Drögemöller, Leichtathletin, Two-Oceans-Marathon-Rekordsiegerin (vier Siege: 1988, 1990, 1991 und 1992)